# Ronnie Boyce
Ronald William Boyce (East Ham, 6 de enero de 1943-13 de febrero de 2025) fue un futbolista profesional británico que jugó toda su carrera para el West Ham United, haciendo 282 apariciones en la Football League para ellos.

## Carrera
Boyce jugó para el equipo de fútbol escolar de Inglaterra y para el equipo de cricket escolar de Essex. Se unió al West Ham como aprendiz en 1959 e hizo su debut con el primer equipo en un partido de la Southern Floodlight Cup contra Millwall el 13 de octubre de 1959. Su primer partido en la Football League tuvo lugar más de un año después, el 22 de octubre de 1960, en una victoria en casa por 5-2 contra el Preston North End. Jugó un total de 342 partidos con el West Ham en todas las competiciones, anotando 29 goles. Esto incluyó 282 apariciones en la liga entre 1960 y 1972, en las que anotó 21 goles. También hizo 22 apariciones en la Copa FA, anotando cinco goles, el más importante de los cuales fue el ganador en la victoria por 3-2 sobre Preston North End en la final de la Copa FA de 1964. También fue miembro del equipo que ganó la Recopa de Europa de 1965 el 19 de mayo de 1965. Su apodo, "Ticker", se relaciona con su papel como el "latido del corazón" de esas victorias en la copa. En sus últimas dos temporadas con el club, 1971-72 y 1972-73, Boyce estuvo restringido a tres apariciones como suplente, ya que fue utilizado como suplente de Trevor Brooking, Billy Bonds y Pat Holland. Se le concedió un partido testimonial contra el Manchester United, dirigido por el exjugador de los Hammers Frank O'Farrell, el 13 de noviembre de 1972. Su última aparición con el West Ham fue el 30 de diciembre de 1972 en una derrota por 2-1 ante el Leicester City.
Después de retirarse como jugador, Boyce se convirtió en un miembro clave del cuerpo técnico de John Lyall durante un período que incluyó las victorias en la final de la Copa FA en 1975 contra Fulham y contra el Arsenal en 1980. Posteriormente entrenó con Billy Bonds. Boyce también se hizo cargo del West Ham durante un partido como entrenador interino en febrero de 1990. Fue nombrado jefe de cazatalentos del West Ham en septiembre de 1991, puesto que ocupó hasta 1995. Luego pasó a desempeñar funciones de entrenador en Queens Park Rangers y Millwall, antes de unirse al Tottenham Hotspur como cazatalentos en 1998.
En 2019, Boyce fue honrado con un premio a la trayectoria por el West Ham.Falleció el 13 de febrero de 2025 a los 82 años de edad.

## Honores
West Ham
- Copa FA : 1963–1964
- Escudo benéfico de la FA : 1964[8]
- Copa de Europa de campeones : 1964-1965[9]